# 鼓山隧道
鼓山隧道位于104国道福建省福州——马尾的一级公路上，宽9米，高6.86米，路面宽7.5米，全长3138.4米，该隧道因中部是开阔路堑，故自然割成4段单洞，与马尾隧道同为1986年建成，是国内第一条现代化公路双线隧道。时任中央军委副主席杨尚昆为隧道题字。